# Корейска демилитаризирана зона
Корейската демилитаризирана зона (на корейски: 한반도 비무장 지대) е ивица земя, разделяща Корейския полуостров между Северна Корея (Корейска народно-демократична република) и Южна Корея (Република Корея). Създадена е през 1953 г. по силата на Корейското споразумение за примирие, за да служи като буферна зона между двете държави. Демилитаризираната зона е дълга 250 km, широка 4 km и включва гранични заграждения.
Близо до западния край на зоната е направена точка за срещи между двете държави в малка Съвместна зона за сигурност. Във и около зоната са възниквали различни инциденти през годините, като са загивали цивилни и военни и от двете ѝ страни.

## Местоположение
Корейската демилитаризирана зона пресича, но не следва 38-ия паралел северна ширина, който представлява границата между двете страни преди избухването на Корейската война. Тя пресича паралела под ъгъл, като западният ѝ край се намира южно от паралела, а северният ѝ край – северно от него.
Демилитаризираната зона ма дължина 250 km и ширина около 4 km. Макар самата зона да е демилитаризирана, границите отвъд нея са едни от най-силно милитаризираните на света. Северната разграничителна линия представлява оспорвана морска демаркационна линия между двете държави в Жълто море, която не е уточнена в споразумението за примирие. Бреговата линия и островите от двете страни на разграничителната линия също са силно милитаризирани.
И Северна Корея, така и Южна Корея поддържат мирни села в полезрението от другата страна на DMZ. На юг Десондон се администрира съгласно условията на DMZ. Селяните са класифицирани като граждани на Република Корея, но са освободени от плащане на данъци и други граждански изисквания, като военна служба. На север Киджондон разполага с поредица от ярко боядисани, многоетажни сгради от излив бетон и апартаменти с електрическо осветление. Тези характеристики представляват безпрецедентно ниво на лукс за селските севернокорейци през 1950 г. Градът е ориентиран така, че яркосините покриви и белите страни на сградите са най-отличителните черти, гледани отгоре. Въпреки това, въз основа на проверка с модерни телескопични лещи, се твърди, че сградите са просто бетонни конструкции без стъклени прозорци или дори вътрешни помещения, [15] [16] с включени и изключени светлини на сградата. в определено време и празни тротоари пометен. от скелетен екип от гледачи в опит да запазят илюзията за активност.

## История
38-ият северен паралел, който разделя Корейския полуостров грубо наполовина, е първоначалната граница между американската и съветската временни административни зони в Корея след края на Втората световна война. След създаването на двете отделни държави през 1948 г., паралелът става де факто международна граница и един от най-напрегнатите фронтове в Студената война.
Както Северна Корея, така и Южна Корея остават зависими от съответните си спонсори от 1948 г. до избухването на Корейската война. Конфликтът, отнел над три милиона човешки живота, разделя Корейския полуостров на идеологически принципи. Той започва на 25 юни 1950 г. с мащабно нахлуване от страна на Северна Корея и завършва през 1953 г., след като международната намеса изтласква севернокорейските сили обратно до 38-ия паралел.
С Корейското споразумение за примирие от 27 юли 1953 г. се създава демилитаризирана зона, а всяка страна се задължава да изтегли войските си на 2 km зад нея, за да се образува буферно зона с ширина 4 km. Поради този теоретичен пат и неприкритата враждебност между двете държави, голям брой войски са разгърнати от двете страни на линията, като начин всяка страна да се предпази от потенциална агресия от другата страната, което продължава с десетилетия след установяването линията. Споразумението за примирие обяснява колко военен персонал и какви оръжия са позволени по демилитаризираната линия. Войниците могат да патрулират по нея, но не и да я пресичат. Спорадични изблици на насилие са погубили над 500 южнокорейски войници, 250 севернокорейски войници и 50 американски войници в периода 1953 – 1999 г. До 2004 г. и двете страни излъчват мощна аудио пропаганда над демилитаризираната зона.
Споразумението позволява по едно селище от всяка страна, което да присъства в демилитаризираната зона. На 1 октомври 2018 г. започва 20-дневен процес по разминиране от двете страни на зоната. На 14 октомври 2018 г. Северна и Южна Корея се съгласяват да възстановят железопътната и автомобилната транспортна инфраструктура между двете страни, която е била прекъсната от Корейската война. Първата връзка е възстановена през ноември. На 30 ноември 2018 г. двете държави демонтират по 10 от фронтовите си стражеви постове. Все пак, всяка страна запазва по един фронтови пост.

## Флора и фауна
ZDC е почти безлюдна зона и следователно има интересно естествено местообитание и голямо екологично биоразнообразие. Различни изследователски екипи са успели да открият повече от 50 животински и 12 растителни вида в района и според тях могат да бъдат намерени повече от 80 вида морски видове и 50 вида бозайници. Правителството на Южна Корея предложи на Организацията на обединените нации част от ZDC да бъде обявена за природен резерват от ЮНЕСКО.
Сред видовете, които могат да бъдат намерени в това местообитание, са корейската дива котка, червенокоронен жерав, Амурският леопард и Сибирският тигър.

## Галерия
- Южнокорейски контролно-пропусквателен пункт в демилитаризираната зона.
- Севернокорейската част от зоната, януарти 1976 г.
- Изглед към севернокорейската страна от южната страна на Съвместната зона за сигурност.
- В зоната се използват електрически огради, за да се предотврати преминаването на хора от едната държава в другата. От двете страни на оградите са направени полета с противопехотни мини.
- Среща между севернокорейския лидер Ким Чен Ун и американския президент Доналд Тръмп в демилитаризираната зона.
- Американски и южнокорейски войници в района, южно от границата.
- Севернокорейски войници в района, северно от границата.